# Himna Sovjetske zveze
Himna Sovjetske zveze (rusko Гимн Советского Союза, Gimn Sovetskogo sojuza) je bila državna himna Sovjetske zveze. Uglasbil jo je Aleksander Vasiljevič Aleksandrov, ubesedil pa Sergej Vladimirovič Mihalkov. Državna himna je postala 15. marca 1944, pred tem se je kot državna himna uporabljala delavska himna Internacionala. Leta 1977 so besedilo nekoliko spremenili tako, da so iz njega umaknili Stalinovo ime.

## Različica pred spremembo (1977)
| Latinična različica | Cirilična različica | Slovenski prevod |
| --- | --- | --- |
| Sojuz nerušimij respublik svobodnih Splotila naveki Velikaja rus’ Da zdravstvuet sozdanij volej narodov Edinij, mogučij Sovetskij Sojuz! Slav’sja, Otečestvo naše svobodnoe, Družbi narodov nadežnij oplot! Znamja sovetskoe, znamja narodnoe pust ot pobedi k pobede vedet! Skvoz’ grozi sijalo nam solnce svobodi, I Lenin velikij nam put’ ozaril: Nas virastil Stalin - na vernost’ narodu, na trud i na podvigi nas vdohnovil! Slav’sja, Otečestvo naše svobodnoe, Družbi narodov nadežnij oplot! Znamja sovetskoe, znamja narodnoe pust ot pobedi k pobede vedet! Mi armiju našu rastili v sražen’jah. Zahvatčikov podlih s dorogi smetem! Mi v bitvah rešaem sud’bu pokolenij, Mi k slave otčiznu svoe povedem! V pobede besmertnih idei komunizma Mi vidim grjaduščee našej strani, I krasnomu znameni slavnoj Otčizni Mi budem vsegda bezavetno verni! Slav’sja, Otečestvo naše svobodnoe, Družbi narodov nadežnij oplot! Znamja sovetskoe, znamja narodnoe pust ot pobedi k pobede vedet! | Союз нерушимый республик свободных Сплотила навеки Великая русь Да здравствует созданный волей народов Единый, могучий Советский Союз! Славься, Отечество наше свободное, Дружбы народов надежный оплот! Знамя советское, знамя народное пуст от победы к победе ведет! Сквозь грозы сияло нам солнце свободы, И Ленин великий нам путь озарил: Нас вырастил Сталин - на верность народу, на труд и на подвиги нас вдохновил! Славься, Отечество наше свободное, Дружбы народов надежный оплот! Знамя советское, знамя народное пуст от победы к победе ведет! Мы армию нашу растили в сраженьях. Захватчиков подлых с дороги сметем! Мы в битвах решаем судьбу поколений, Мы к славе отчизну свое поведем! В победе бессмертных идеи коммунизма Мы видим грядущее нашей страны, И красному знамени славной Отчизны Мы будем всегда беззаветно верны! Славься, Отечество наше свободное, Дружбы народов надежный оплот! Знамя советское, знамя народное пуст от победы к победе ведет! | Zvezo trdno svobodnih republik, za vekomaj Rusija je združila. Ustvarjena v boju po volji narodov, enotna, mogočna Sovjetska Zveza! Slavna domovina naša svobodna, družba ljudstev v bratstvu močnih! Zastava sovjetska, zastava naroda, od zmage nas k novim zmagam vodi! Skoz skušnje nam sijalo je sonce svobode in Lenin veliki nam pot je svetlil: Stalin budil v nas je duha zvestobe, na trud in podvige nas spodbudil! Slavna domovina naša svobodna, družba ljudstev v bratstvu močnih! Zastava sovjetska, zastava naroda, od zmage nas k novim zmagam vodi! Vojsko našo smo v bitkah kalili. Osvajalce podle s poti odženemo! V borbah pišemo sodbo zanamcem, do slave domovino povedemo! V zmagi nesmrtnih idej komunizma vidimo bodočnost naše zemlje, in rdečemu praporu slavne očetnjave naše misli so nesebično zvesté! Slavna domovina naša svobodna, družba ljudstev v bratstvu močnih! Zastava sovjetska, zastava naroda, od zmage nas k novim zmagam vodi! |

## Različica po spremembi 1977
| Latinična različica | Cirilična različica | Slovenski prevod |
| --- | --- | --- |
| Sojuz nerušimij respublik svobodnih Splotila naveki Velikaja rus’ Da zdravstvuet sozdanij volej narodov Edinij, mogučij Sovetskij Sojuz! Slav’sja, Otečestvo naše svobodnoe, Družbi narodov nadežnij oplot! Partija Lenina - sila narodnaja Nas k toržestvu komunizma vedet! Skvoz’ grozi sijalo nam solnce svobodi, I Lenin velikij nam put’ ozaril: Na pravoe delo on podnjal narodi, na trud i na podvigi nas vdohnovil! Slav’sja, Otečestvo naše svobodnoe, Družbi narodov nadežnij oplot! Partija Lenina - sila narodnaja Nas k toržestvu komunizma vedet! V pobede besmertnih idei komunizma Mi vidim grjaduščee našej strani, I krasnomu znameni slavnoj Otčizni Mi budem vsegda bezavetno verni! Slav’sja, Otečestvo naše svobodnoe, Družbi narodov nadežnij oplot! Partija Lenina - sila narodnaja Nas k toržestvu komunizma vedet! | Союз нерушимый республик свободных Сплотила навеки Великая русь Да здравствует созданный волей народов Единый, могучий Советский Союз! Славься, Отечество наше свободное, Дружбы народов надежный оплот! Партия Ленина - сила народная Нас к торжеству коммунизма ведет! Сквозь грозы сияло нам солнце свободы, И Ленин великий нам путь озарил: На правое дело он поднял народы, на труд и на подвиги нас вдохновил! Славься, Отечество наше свободное, Дружбы народов надежный оплот! Партия Ленина - сила народная нас к торжеству коммунизма ведет! В победе бессмертных идеи коммунизма Мы видим грядущее нашей страны, И красному знамени славной Отчизны Мы будем всегда беззаветно верны! Славься, Отечество наше свободное, Дружбы народов надежный оплот! Партия Ленина - сила народная нас к торжеству коммунизма ведет! | Zvezo trdno svobodnih republik, za vekomaj Rusija je združila. Ustvarjena v boju po volji narodov, enotna, mogočna Sovjetska Zveza! Slavna domovina naša svobodna, družba ljudstev v bratstvu močnih! Partija Lenina, tvoja moč ljudstva, nas k zmagi komunizma vodi! Skoz skušnje nam sijalo je sonce svobode in veliki Lenin nam pot je svetlil: v pravo smer je vodil narode, v delo in podvige nas spodbudil. Slavna domovina naša svobodna, družba ljudstev v bratstvu močnih! Partija Lenina, tvoja moč ljudstva, nas k zmagi komunizma vodi! V zmagi nesmrtnih idej komunizma vidimo bodočnost naše zemlje, in rdečemu praporu slavne očetnjave naše misli so nesebično zvesté! Slavna domovina naša svobodna, družba ljudstev v bratstvu močnih! Partija Lenina, tvoja moč ljudstva, nas k zmagi komunizma vodi! |